# Otocinclus batmani
Otocinclus batmani é uma espécie de peixe da família Loricariidae. A espécie é proveniente de dois tributários do alto rio Amazonas na Colômbia e no Peru. A presença de uma marca em forma de morcego na cauda legitimou a alusão em seu nome científico à figura do Batman.